# Velika Kolumbija
Velika Kolumbija (španjolski: Gran Colombia), službeno Republika Kolumbija (španjolski: República de Colombia), bila je država u Južnoj Americi, koja je obuhvaćala veći dio sjevera tog kontinenta, ali i južne dijelove Srednje Amerike. Proglašena je 1819. godine na kongresu u Angosturi, a konsolidirana je 1821. godine, dok je formalno raspuštena 1831. godine. Velika Kolumbija je obuhvaćala ozemlje današnjih država Kolumbije, Venezuele, Ekvadora, Paname, zapada Gvajane te sjevera Perua i Brazila. Ozemlje Velike Kolumbije odgovarao je, okvirno, ozemlju bivšeg Podkraljevstva Nove Granade te je, sukladno tome, ista tvrdila kako polaže pravo i na karipsku obalu Nikaragve te Obalu komaraca.

## Etimologija
Službeno ime zemlje, tijekom cijeloga njenog postojanja, bio je Republika Kolumbija, međutim povjesničari su u idućim razdobljima usvojili naziv Velika Kolumbija, kako bi se razvidno razlikovala od istoimene suvremene države, koja to ime rabi od 1863. godine. Sam naziv dolazi od španjolske inačice novolatinskog imena "Columbia", a koje je temeljeno na imenu Kristofora Kolumba. Taj je naziv preferirao venezuelanski revolucionar Francisco de Miranda, koji je u njemu vidio referencu na Novi svijet, posebice na američke zemlje i kolonije pod španjolskom upravom.
Miranda je, doduše, rabio improvizirani, kvazigrčki pridjevni oblik imena, "Colombeia", a koja je označavala ono "što se odnosi na Kolumbiju"; taj je naziv iskoristio kao naslov pismohrane svojih revolucionarnih aktivnosti. Simón Bolívar i ostali borci za neovisnost rabili su naziv u konkretnom, geopolitičkom kontekstu, čime je isti dobio jasnu geografsku i političku referencu.

## Povijest

### Uvod i osnivanje Velike Kolumbije
Osnivanje Velike Kolumbije predstavlja vrhunac borbe protiv Španjolske na sjeveru kontinenta, gdje je ključni čimbenik te borbe bio Simón Bolívar. Nakon što je Španjolsko Carstvo tokom 1816. godine ponovno uspostavilo nadzor nad Novom Granadom, što je već ranije izvedeno s Venezuelom, revolucionari su bili u veoma složenom položaju, nadzirući isključivo rijetko naseljeni jug Venezuele. Sukob je tada ušao u višemjesečnu pat-poziciju tijekom koje su Bolívarovi revolucionari držali položaje na jugu, a španjolske postrojbe, na čijem je čelu bio Pablo Morillo, svoje na sjeveru.
Bolívar je u međuvremenu proglasio Treću Venezuelansku Republiku, čiji su delegati, zajedno s onima iz od strane Španjolaca nadzirane Nove Granade, sudjelovali u radu Kongresa u Angosturi od 1819. do 1821. godine. Delegati u Angosturi su nedugo nakon početka zasjedanja Kongresa proglasili Republiku Kolumbiju i donijeli Temeljni zakon, međutim konsolidacija neovisnosti trajala je još dvije godine. Bolívar je tijekom 1819. godine lansirao uspješnu kampanju s ciljem oslobađanja Nove Granade, nakon koje su se vojni uspjesi revolucionara nastavili nizati. Odlučujući poraz Španjolskog Carstva uslijedio je kod Caraboba tijekom 1821. godine, nakon kojega su ubrzo oslobođeni i preostali dijelovi Venezuele. Iako je Carstvo pokušalo vratiti nadzor nad ozemljem u pomorskoj bici na jezeru Maracaibo, bilo je izvjesno kako je Kruna izgubila sjever Latinske Amerike, koji je sada bio neovisna država Velika Kolumbija.
Novonastala zemlja je organizirana kao savezna republika koju čine tri velike upravne jedinice, departmani Cundinamarca, Venezuela i Quito. Na čelu države bio je predsjednik s potpredsjednikom, a prvi obnašatelj ove funkcije bio je Simón Bolívar.
Po završetku Kongresa u Angosturi, sa zasjedanjem je započeo Kongres u Cúcuti, koji je tijekom pet mjeseci zasjedanja donio prvi pravi Ustav Republike Kolumbije, znan kao Ustav iz Cúcute. Tom je ispravom formalizirano osnivanje Velike Kolumbije, odnosno ujedinjenje Nove Granade i Venezuele, a sama država je bila uređena na federalnim načelima. Međutim, državno uređenje urodilo je brojnim teškoćama i sukobima između federalista i centralista, zbog čega je nedugo nakon ovog Kongresa, kraj čijeg zasjedanja je doveo do otvaranja saziva redovnog Kongresa Republike, sazvana konvencija u Ocañi, čiji je cilj bila reforma Ustava iz 1821. godine.

### Integracija Srednje Amerike i Kariba
Nastanak Velike Kolumbije bio je značajan događaj za cjelokupno područje Latinske Amerike. Bolívarova panamerikanistička ideja bila je privlačna ne samo zemljama Južne Amerike, koje su netom ostvarivale neovisnost od Španjolske, već i zemljama Srednje Amerike, koje su još uvijek bile u procesu osamostaljenja. Iskoristivši uspjeh južnoameričkih revolucionara, Panama je 1821. godine također proglasila neovisnost. U novoj zemlji ubrzo su se počele javljati struje oko mogućeg pripajanja nekoj od već postojećih latinoameričkih zemalja, tako da su u jednom trenutku postojale tri izražene struje; jedna koja je promicala ujedinjenje s novoformiranim Meksičkim Carstvom (što su učinile i druge srednjoameričke zemlje), druga koja se zalagala za ujedinjenje s Peruom i treća, koja je zagovarala pripajanje Velikoj Kolumbiji. Iako je treća struja na koncu ostvarila prevlast i Panama se, kao suverena država, pripojila Velikoj Kolumbiji, taj čin pripajanja nikada nije bio potpun i panamske težnje za autonomijom su stvarale ozbiljne nesuglasice unutar Velike Kolumbije. Cijela situacija kulminirala je nekoliko godina kasnije, kada je Panama odbila bolivarski ustav i krenula u ostvarenje neovisnosti kao protektorat Ujedinjenog Kraljevstva i Sjedinjenih Država. Taj je pokušaj, ipak, ugušen od strane kolumbijske vojske te je Panama sve do 1903. godine ostala dio Kolumbije.
Situacija na Hispanioli bila je donekle drukčija. Tamo je José Núñez de Cáceres krajem studenog 1821. godine proglasio Republiku Španjolski Haiti, koja je figurirala kao preteča suvremene Dominikanske Republike. Strahujući od haićanske invazije, Núñez de Cáceres je u konstitutivnom aktu nove republike izrazio namjeru pripajanja Velikoj Kolumbiji. Nedugo zatim, Antonio María Pineda je poslan kao delegat na kontinent kako bi se sastao s Bolívarom, međutim do susreta nikada nije došlo jer je potonji bio na jugu zemlje, gdje je dovršavao borbu za neovisnost. Unatoč snažnoj namjeri, a koja se dalje trebala protezati na lobiranje za dominikansku nezavisnost od Haitija i Španjolske, integracija Španjolskog Haitija nikada nije provedena. Dogodilo se, zapravo, da je, samo devet tjedana nakon proglašenja neovisnosti, haićanska vojska predvođena Jean-Pierreom Boyerom napala Španjolski Haiti te ga pripojila.
Posljednje dvije zemlje koje u kojima su se javili pokreti za ujedinjenje s Kolumbijom bile su Kuba i Portoriko, obje španjolske kolonije u Karibima. Na Kubi je tokom 1821. godine osnovano tajno društvo (zapravo masonska loža) naziva Soles y Rayos de Bolívar, čiji je primarni cilj bila neovisnost zemlje i njeno ujedinjenje bilo s Meksikom, bilo s Kolumbijom. Skupina je dobila na značaju tokom 1823. godine, kada je José Francisco Lemus proglasio nikada priznatu državu Cubanacán, što je bila reakcija na navodnu neuspješnu prodaju otoka Britaniji. Ipak, cijeli pokret se na Kubi raspao u kolovozu 1823. godine, nakon što je jedan član skupine izdao članove španjolskim vlastima, nakon čega su svi završili na sudu i bili protjerani. Istovremeno, na Portoriku se također formirala skupina koja se zalagala za neovisnost otoka i uniju s Kolumbijom. Antonio Valero de Bernabé je bio predvodnik te struje te je 1823. godine izradio plan ujedinjenja predložene države Borinquén s Kolumbijom. Iako je Valero ubrzo otišao u Venezuelu i čak sudjelovao u borbama, plan je propao zbog snažne američke podrške tada postojećem stanju, nepostojanju organiziranih snaga na otoku i smrti Bolívara 1830. godine.

### Santanderizam protiv bolivarizma
Nedugo nakon Kongresa u Cúcuti, kolumbijska politika došla je do prekretnice oko definiranja prirode same države. S jedne strane bila je struja Simóna Bolívara, predsjednika republike koji je zagovarao centralističko uređenje s velikim ovlastima predsjednika (bolivarizam), dok je na drugoj strani bio potpredsjednik Francisco de Paula Santander, koji je zagovarao federalizam (santanderizam). I dok je Bolívarov prioritet bio nastavak borbe za oslobođenje Južne Amerike, Santander je zagovarao donošenje opsežnog zakonodavnog i ustavnopravnog okvira za funkcioniranje nove države. U inicijalnoj fazi postojanja Velike Kolumbije, dok je Bolívar još uvijek vodio kampanje na jugu, Santander je de facto upravljao državom iz Bogote.
I dok je Bolívar svakako imao snažnu podršku njemu lojalnih časnika i političara, nezadovoljstvo predsjedničkim centralizmom u drugim dijelovima Velike Kolumbije, mahom u Ekvadoru (koji nije uživao jednaku reprezentaciju kao Venezuela i nova Granada, a uz to je bio i gospodarski podređen) i Venezueli (koja se tijekom 1826. godine gotovo odvojila od Kolumbije), dovela je do jačanja podrške Santanderu i njegovoj ideji. Prvi znak postojanja ozbiljnijih podjela bila je pobuna Joséa Antonija Páeza, koji je bio generalni zapovjednik u Venezueli, u Caracasu, a koja je ubrzo dobila određenu podršku i bila je interpretirana kao podrška Satnanderovom federalizmu protiv centralističkog bolivarizma. La Cosiata je započela u travnju 1826. godine i ubrzo je prerasla inicijalnu podršku, toliko da je pritisak za uklanjanje Páeza s pozicije postajao sve snažniji; i dok je ovaj inicijalno bio voljan otići, nakon par dana se predomislio kako bi prkosio središnjoj vlasti. Podrška pobuni se širila zemljom, a ubrzo je i Quito reagirao, podržavši Páeza u njegovoj borbi protiv središnje vlasti. Iduće razdoblje bilo je obilježeno manjim trvenjima, uz prijetnju središnje vlasti da će, ako bude potrebno, i vojno intervenirati u Venezueli. 
Vrhunac revolta se, pak, zbio kada je Bolívar promulgirao konzervativni ustav Bolivije, koji je davao enormne ovlasti doživotnom predsjedniku, a kojega je pokušao implementirati i u Kolumbiji. Bolivarski ustav izazvao je snažne reakcije federalista i pritisak na središnju vlast bio je sve snažniji.
Činjenica da je bio suočen sa snažnom oporbom i očitim separatističkim težnjama pojedinih regija natjerala je Bolívara na veliki politički ustupak prema federalistima, što je na koncu dovelo do privremenog smirivanja situacije; Páez je priznao Bolívarov autoritet, a separatističke pobune su se privremeno ugasile. Reforme koje je Bolívar obećao, doduše, nikada nisu u potpunosti zaživjele, niti su zadovoljile brojne frakcije koje su zahtijevale veća prava unutar sustava vlasti.
Godine 1828., kao pokušaj pomirenja dvaju frakcija i konsolidiranja mira u Velikoj Kolumbiji, sazvana je Konvencija u Ocañi, čiji je cilj bila reforma ustava iz Cúcute. Bolívar je na konvenciji ponovo pokušao progurati ustav po bolivijskom modelu, međutim prijedlog je ponovo naišao na snažno neodobravanje. Konvencija je izradila nacrt federalističkog ustava, međutim sve je krahiralo kada su bolivaristi odbili potpisati tekst tog ustava i napustili sjednicu, proglasivši pritom Bolívar apsolutnim diktatorom.
Velika Kolumbija je, tako, umjesto u razdoblje konsolidacije, ušla u razdoblje još veće krize, koja će kulminirati u rujnu 1828. godine pokušajem atentata na Bolívara. Kako bi se brzo obzračunao s oponentima, Bolívar je sazvao prijeki vojni sud i po žurnom postupku, bez konkretnih dokaza, osudio osumnjičenike, među kojima je bio i Santander. Iako je velik dio Santanderovih pristaša pogubljen, a smrtna kazna dosuđena je i njemu samome, Bolívar je istu ublažio i poslao svog suparnika u egzil, gdje je ovaj bio sve do 1832. godine. Ono što ostaje zanimljivo u ovom slučaju jest da nikada nisu pronađeni nikakvi konkretni dokazi o Santanderovoj upletenosti u Rujansku urotu.
Bolívar će u idućem razdoblju vladati zemljom kao diktator, preko dekreta, međutim to je stanje samo produbilo krizu u državi koja je, evidentno, bila na raspadu. Bolívar više nije uživao podršku kakvu je imao tijekom borbe za neovisnost, a osim unutarnjih teškoća, počeli su se pojavljivati i vanjski neprijatelji.

### Rat s Peruom
Po završetku peruanske borbe za nezavisnost i nestanku španjolske prijetnje koja je ranije potaknula Peru potražiti vojnu pomoć Velike Kolumbije, odnosi između dvaju zemalja su se postupno pogoršavali, mahom zbog ozemnih sporova, ali i Bolívarovih tendencija ka uplitanju u unutarnju politiku Perua. S jedne strane, Peru je želio zaposjesti bogatu provinciju Guayaquil, dok je s druge strane imao značajne primjedbe na kolumbijske pretenzije prema Tumbesu, Jaénu i Maynasu, sve redom peruanskim provincijama. Uzroci ovog sukoba sežu upravo oko spora po pitanju suvereniteta nad Guayaquilom, kojega je Velika Kolumbija zaposjela u srpnju 1822. godine, čin koji je napravio veliku rupu u odnosima dvaju zemalja.
Tijekom 1828. godine, Peru je vojno intervenirao u Boliviji i odbio je dopustiti Kolumbiji miješanje u unutarnje poslove te zemlje, što je bilo slično situaciji u kojoj se sam Peru nalazio pod Bolívarovom diktaturom. U jeku najveće unutrašnje krize, tijekom koje se Peru svrstao na stranu njegovih takmaca, Bolívar je 3. lipnja 1828. godine objavio rat Peruu. Peruanci su ostvarili značajne napretke na jugu zemlje i približili se Cuenci, ostvarivši pritom i značajne pomorske pobjede, dok je ozemlje Nove Granade bilo zahvaćeno građanskim ratom uzrokovanim ustancima generala Joséa Maríje Obanda i Joséa Hilarija Lópeza. Nakon pacifikacije i reorganizacije postrojbi, kolumbijska vojska je pod Bolívarovim vodstvom pokrenula veliki kopneni napad koji je kulminirao bitkom kod Tarquija u veljači 1829. godine, u kojoj su kolumbijske postrojbe predvođene Antoniom Joséom de Sucreom odnijele odlučujuću pobjedu protiv peruanske vojske. Dan kasnije došlo je do potpisivanja Girónske konvencije, a rujnu i sporazuma iz Guayaquila, prema kojemu je stipuliran status quo ante bellum.
Međutim, kako se Velika Kolumbija raspala nedugo nakon rata, formalni granični sporazum nikada nije bio potpisan, što će dovesti do novih sukoba u kasnijim razdobljima.

### Raspad
Početkom 1830. godine, Velika Kolumbija je bila na rubu raspada. Iako je iz rata s Peruom izašao kao pobjednik, Bolívar kao diktator nije uživao široku podršku ni među narodom, ni u političkim krugovima. Sukob između federalista i centralista se nastavio još jačim intenzitetom i bilo je sve izglednije kako država nema budućnosti, pogotovo zbog sve izraženijih zahtijeva Venezuele i Ekvadora za nezavisnošću; uz to, teškoću je predstavljala i Panama, koja se također pridružila secesionističkim strujama. Vidjevši kako je njegov projekt pred raspadom, Bolívar je 4. svibnja 1830. godine podnio ostavku na mjesto predsjednika Velike Kolumbije, a naslijedio ga je Domingo Caycedo. Samo dva dana kasnije, Venezuela se formalno odvojila od Velike Kolumbije i postala neovisna država, čiji je prvi predsjednik postao José Antonio Páez. Nekoliko dana kasnije, isto je učinio i Ekvador, čiji je prvi predsjednik postao Juan José Flores. Pokušaji Paname pokazali su se, na koncu, neuspješnima te je ta zemlja ostala dio Kolumbije sve do 1903. godine.
I dok je raspad Velike Kolumbije praktički bio gotov, general Rafael Urdaneta je silom preuzeo vlast u Bogoti, želeći iskoristiti svoj autoritet kako bi konsolidirao vlast i smirio napetosti u državi, iako se ispostavilo da je to bio pokušaj nagovoriti Bolívara na povratak na čelo države. Pokušaj se pokazao neuspješnim, a posljednje nade za eventualno održavanje države propale su u posljednjim mjesecima 1830. godine, kada se država praktično raspala, ali i zbog Bolívarove smrti u prosincu iste godine. Bolívar je bio glavno ime latinoameričke borbe za nezavisnost i Velika Kolumbija bila je posljedica njegovih vojnih uspjeha i političkih napora. U trenutku kada je El Libertador izgubio podršku i postao diktator, Velika Kolumbija krenula je prema svom raspadu.
Urdaneta je početkom svibnja 1831. godine ponovo predao vlast u Caycedove ruke, međutim potonji je upravljao krnjom državom, odnosno njezinim jednim departmanom Novom Granadom. Nadolzeći mjeseci trošeni su isključivo kako bi se dogovorili modaliteti ukidanja države, što je konačno formalizirano 19. studenog 1831. godine, kada Velika Kolumbija prestaje postojati. Na njenom mjestu nastale su tri nove države, ranije spomenute Venezuela i Ekvador te Republika Nova Granada, koja će kasnije postati Kolumbija.

### Sukcesijske države
| Država    | Lokacija | Zastava | Bilješke |
| --------- | -------- | ------- | --- |
| Venezuela |          |         | Prva zastava Venezuele iz 1806. godine je prvo prikazivala 7 zvjezdica, danas prikazuje 8. Na grbu se nalazi konj u galopu, a 2006. njegov smjer trčanja je promijenjen. |
| Kolumbija |          |         | Francisco de Miranda prvi je izmislio zastavu s ove tri boje, oslanjajući se primarno na boje koje je koristio Kristofor Kolumbo na svojoj zastavi, ali i Goetheovu teoriju o osnovnim bojama. Iste boje na svojim zastavama imaju i Ekvador i Venezuela.                                       |
| Ekvador   |          |         | Iako dizajner ove zastave kaže da je bio inspiriran Goetheom i njegovim simbolima boja, nacionalni simboli na zastavi su prisutni i snažni. Po njima žuta je simbol agrikulture i bogatstva, plava oceana i neba, a crvena je simbol onih koji su umrli za slobodu. Zastava nosi grb u sredini. |
| Panama    |          |         | Prijedlog iz 1903. jako se razlikuje od današnje zastave. |

## Geografija
Velika Kolumbija se prostirala na izrazito velikom području (preko 2,500.000 km²) koje je obuhvaćalo većinu sjevera Južne Amerike i sami jug Srednje Amerike, točnije Panamsku prevlaku. Na relaciji istok-zapad protezala se od rijeke Essequibo i Atlantika sve do Pacifika, dok je na relaciji sjever-jug išla od Karipskog mora do rijeke Amazone.

### Reljef i vode
Zasigurno najistaknutija geografska odlika zemlje bio je planinski masiv Ande, koji se izdizao na zapadu zemlje. Ande su u Veliku Kolumbiju ulazile na jugu zemlje te su se unutar državnog teritorija granale na tri dijela. Najviše točke zemlje bile su koncentrirane oko ekvatora, na jugu zemlje, a rekorder na tom polju bio je vulkan Chimborazo sa svojih 6,263.47 metara visine. Uz to, još su četiri prelazila visinu od 5,500 metara, a to su Cotopaxi (5,897 m), Cayambe (5,790 m), Sierra Nevada de Santa Marta (5,775 m) i Antisana (5,704 m). Zanimljivo je zamijetiti kako su od pet najviših vrhova Velike Kolumbije čak četiri bili vulkani (aktivni ili ugasli), dok je samo Sierra Nevada de Santa Marta bio planinski lanac.
Otprilike trećinu zemlje zauzimale su poljane oko rijeke Orinoco, veliko savansko područje prekriveno vegetacijom pogodnom za stočarstvo i poljoprivredu, što su bile glavne gospodarske djelatnosti u zemlji. Ostatak zemlje obuhvaćale su poljane rijeke Amazone, ali radilo se o području koje nije bilo podrobno istraženo.
Rijeke su imale značajnu ulogu u geografiji Velike Kolumbije, a među brojnima su se isticale najveće - rijeka Magdalena, koja se zajedno s glavnim pritokom Caucom ulijevala u Karipsko more; rijeka Orinoco, u koju su se ulijevale rijeke Meta i Guaviare; te Amazona, koja je imala nekoliko značajnih pritoka. Rijeke Magdalena i Orinoco bile su izrazito važni pomorski putevi, preko kojih se odvijala trgovina.
Dva jezera su se posebno isticala u hidrografskom smislu. Jezero Maracaibo bila je enormna vodena površina koja je imala put prema istoimenom zaljevu, a koja je poznata zbog jedne od najvažnijih borbi u Venezuelanskom ratu za nezavisnost. Drugo značajno jezero bilo je Valencia, koje se nalazilo u venezuelanskom priobalnom masivu.
- Geografija Velike Kolumbije
- Vulkan Chimborazo, ilustracija prema bilješkama Alexandera von Humboldta i Aiméa Bonplanda
- Ilustracija llanosa iz 1871. godine
- Sampan kojim upravljaju crni robovi prevozi bijelu obitelj preko rijeke Magdalene
- Mapa delte rijeke Orinoco iz 1897. godine
- Bitka na jezeru Maracaibo

### Klima
Klima Velike Kolumbije nije bila toliko pod utjecajem geografske lokacije u odnosu na ekvator, već su dominantan utjecaj imale topografija i kišne sezone. To je za posljedicu imalo izmjenu dva izražena godišnja doba, ljeta i zime. Najtoplija i najsuša područja bila su Gvajana, sjeverni dijelovi Nove Granade i pacifička obala kod Guayaquila. Područja s više padalina bila su ona bliže Andama na jugu te istok zemlje, u blizini rijeke Amazone.
Doline između planinskih lanaca uživale su umjerenu i ujednačenu klimu tokom većeg dijela godine, dok su priobalna područja uglavnom imala više temperature. Na većim nadmosrkim visinama bilo je snijega i leda, međutim to je uglavnom bilo na intertropskim područjima blizu ekvatora, poput onih na jugu zemlje. Takva klimatološka raznolikost omogućavala je uzgoj i rast raznovrsne flore te je pogodovala razvoju poljoprivrede.

## Politika
Politička struktura Velike Kolumbije defnirana je Ustavom iz Cúcute iz 1821. godine, koji je, unatoč nekoliko inicijativa kako bi ga se promijenilo, ostao na snazi do raspada države. Prema tom ustavu, Velika Kolumbija bila je predsjednička savezna republika. Središte države bila je Bogotá, dok su Caracas i Quito bili sjedišta visokih sudova i sudskih područja na koja je zemlja bila podijeljena.
Ustav iz 1821. godine definirao je izrazito snažnu izvršnu vlast, koja je bila koncentrirana u funkciji predsjednika i regionalnih potpredsjednika, koji su upravljali državom u slučaju odsutnosti predsjednika. Obje funkcije izabirao je elektorski kolegij imenovan od strane provincijskih skupština. Iako je predsjednik i po prvom ustavu imao izrazito velike ovlasti, Bolívar je tokom narednih godina nastojao dodatno povećati te ovlasti, što je izazvalo brojne unutarnje sukobe oko prirode organizacije vlasti i izrodilo snažnu oporbu bolivarskom centralizmu, koji nikada nije u potpunosti zaživio kao projekt. Tijekom posljednjih godina republike, Bolívar je vladao kao diktator, donoseći odluke preko dekreta. Vlada je bila podijeljena na četiri resora: vanjski poslovi, unutarnji poslovi, financije te rat i mornarica.
Zakonodavna vlast bila je u rukama Kongresa, koji se sasojao od dva doma: Senata i Predstavničkog doma. Kongres se sastajao jednom godišnje, a u njegovom su radu zajednički sudjelovali senatori (s mandatom od 8 godina) i predstavnici (s mandatom od 4 godine), koji su izabirani od strane regionalnih skupština. Svaki departman je birao četiri senatora, dok je broj predstavnika po administrativnoj jedinici bio proporcionalan broju stanovnika te jedinice (pravilo je bilo jedan predstavnik na svakih 30 000 stanovnika). Upravu u departmanima vodili su intendanti, koje je birao predsjednik, a koji su dalje birali provincijske guvernere. Mandati ovih funkcija trajali su tri godine.
Sudska organizacija prošla je kroz dvije značajne promjene tijekom postojanja zemlje. Prvo je zakonom iz 1821. godine ozemlje države podijeljeno na tri sudska distrikta: Sjever (područje Venezuele), Centar (područje Kolumbije) i Jug (područje Ekvadora). To je bilo u cilju lakše organizacije sudstva i uspostave efikasnijeg pravosuđa. Međutim, ta je podjela ukinuta novim zakonom iz 1825. godine, kojim je naređeno osnivanje vrhovnog suda na državnoj razini te visokih sudova za svaki departman.

## Stanovništvo
Stanovništvo Velike Kolumbije bilo je naglašeno multietničko; na državnom ozemlju bilo je Španjolaca, Indijanaca, mestika, mulata, crnaca i zambosa. Raspodjela populacije bila je izrazito heterogena; Španjolci i mestici su uglavnom živjeli na urbaniziranom sjeveru zemlje, dok su na slabije nastanjenom jugu uglavnom živjeli Indijanci. Ovakva preraspodjela bila je posljedica činjenice da su tijekom španjolske kolonizacije, koja je bila intenzivnija na sjeveru, brojni domaći Indijanci jednostavno istrijebljeni, dok su uglavnom vjerske i istraživačke misije na jugu bile bezopasne po domorodačko stanovništvo. Društvena sratifikacija također je bila dosta izražena; Španjolci i bijelci su bili na vrhu, nakon čega su slijedili Indijanci i crnci, a onda pripadnici ostalih rasa.
Velika Kolumbija imala je nešto više od 2,500,000 stanovnika, uz gustoću od oko 1 stanovnika po km², iako je isto bilo izrazito neravnomjerno raspoređeno; većina stanovnika živjela je na visoko urbaniziranom sjeverozapadu dok je površinom veći jug bio izrazito slabo naseljen. Većina stanovništva živjela je na teritoriju današnje Kolumbije, dok se stanovništvo Venezuele postupno obnavljalo nakon velikog potresa koji je 1812. godine pogodio Caracas. Robova je tokom 1823. godine bilo tek nešto više od 70 000, dok je Indijanaca bilo između 400 i 500 tisuća.

### Religija
Katoličanstvo je bila apsolutno dominantna religija u Velikoj Kolumbiji i jedina koja je bila službeno priznata od strane države. Kler je još uvijek uživao sve ranije povlastice, međutim od 1821. godine je broj samostana drastično smanjen, a profiti vjerskih zajednica preusmjereni su na javno obrazovanje.

## Gospodarstvo

### Javne financije
Javne financije Velike Kolumbije su zbog ratnog stanja, ali i loše organizacije državnog proračuna, bile u rasulu. Domaći dug procijenjen je na iznos između 12 i 14 milijuna piastri, dok je vanjski dug iznosio oko 16 000 000 piastri, što je uključivalo i zajam od 10 000 000 piastri što ga je Francisco Antonio Zea dogovorio u Londonu. Ukupni prihodi loše definiranog državnog proračuna procijenjeni su na oko 3 000 000 piastri godišnje, a radilo se o prihodima stečenih preko državnih gospodarskih monopola, carina i poreza te, djelomično, preko prisilnih zajmova, zaplijenjene imovine, poreza na nekretnine i sl. S druge strane, ukupni rashodi procijenjeni su na oko 17 000 000 piastri, od čega je čak 14 000 000 piastri išlo na vojne troškove (deset za kopnenu vojsku, a četiri za mornaricu).

### Gospodarstvo i trgovina
Zbog izrazito plodnog tla, pogodnog za uzgoj cijele serije poljoprivrednih kultura, glavna gospodarska djelatnost Velike Kolumbije bila je poljoprivreda; glavni proizvodi bili su kakao, kava, pamuk, kukuruz, pšenica, vanilija, voće, povrće, kinin te brojne medicinske biljke. Uz to, postojala je i razvijena drvna industrija. Stočarstvo se baziralo na proizvodnji mesa i kože, a centar te djelatnosti bile su poljane oko Orinoca. Važnu ulogu imali su i minerali te rude, poput zlata, srebra i platine.
Fokus gospodarskih djelatnosti određivao je i smjer vanjske trgovine, tako da su glavni izvozni proizvodi bili kakao, indigo, duhan, kava i stoka, a glavni partneri bili su Europa (mahom Ujedinjeno Kraljevstvo i Francuska), Sjedinjene Države i Peru. Glavni uvozni proizvodi bili su vino, tkanine i potrošna dobra, a većina te trgovine odvijala se preko susjednih zemalja i Kariba; čak je i dio tih proizvoda kasnije prodavan drugim zemljama. Kako bi potpomogao trgovini, Bolívar je dekretom luku na Margaritinom otoku proglasio "lukom slobodne trgovine".

## Kultura
Velika Kolumbija bila je jedna od brojnih zemalja dekolonizirane Latinske Amerike koja je proglasila emancipaciju robova na svom teritoriju; zakon što ga je Kongres izglasao propisivao je da su sva djeca robova rođena nakon 20. srpnja 1821. bili slobodni građani. Radilo se tu, zapravo, o primjerni tzv. prava slobode utrobe (španjolski: libertad de vientres), prema kojemu su djeca robova dobivala slobodu po rođenju. Uz to, pripremljen je i put za tzv. kompenziranu emancipaciju, koja je uključivala izdavanje novčane naknade robovlasnicima po oslobođenju njihovih robova.
Nova država također je uvelike ulagala i u obrazovanje te je od srpnja do kolovoza 1821. godine donijela nekoliko zakona kojima je uređeno i osuvremenjeno osnovno i srednje školstvo. Zakoni su uređivali osnivanje škola i koledža, plaće nastavnika i profesore te osnovni kurikulum; osnovna škola bila je obvezna od šeste do dvanaeste godine života. Djeca su u osnovnoj školi učila čitanje, pisanje, aritmetiku, kršćanske dogme te prava i dužnosti građana, dok se u srednjoj školi izučavala gramatika španjolskog i latinskog jezika, filozofija, napredna matematika, pravo i teologija, a gdje je bilo moguće i osnove agrikulture, rudarstva, trgovine i vojne znanosti. Pitanje visokog obrazovanja primarno je uređeno zakonom iz 1826. godine, kojeg je promulgirao Francisco de Paula Santander, a koji je propisivao koncept javnih sveučilišta. Uz to, zakon je doveo i do osnivanja Središnjeg sveučilišta Republike sa središtem u Bogoti, Caracasu i Quitu, a iz kojeg će kasnije proizići Kolumbijsko državno sveučilište.

## Vanjske poveznice
- "Gran Colombia," Flags of The World